# Luca Badoer
Luca Badoer (* 25. ledna 1971, Montebelluna, Veneto, Itálie) je bývalý italský pilot Formule 1. V minulosti závodil za týmy Scuderia Italia, Minardi a Forti Corse. V roce 2009 byl testovacím jezdcem týmu Ferrari, kde nahradil zraněného Felippeho Massu při Grand Prix Evropy 2009 ve Valencii poté, co Michael Schumacher musel vzdát svou snahu o návrat do Formule 1 po zranění krku.

## Kariéra
Lucovým snem bylo od malička dostat se do Formule 1. Nejdříve začal závodit na motokárách a stal se Italským šampionem. Jeho další kroky vedly do Formule 3. V roce 1990 porazil v posledním závodě Alexe Zanardiho v šampionátu Italské Formule 3. V roce 1991 vyhrál dokonce 4 závody v řadě, ale byl diskvalifikován po přezkoumání jeho pneumatik. Pro sezónu 1992 mu bylo nabídnuto místo v týmu Team Crypton ve Formuli 3000, a hned se stal šampionem.
Debut ve Formuli 1 si odbyl v sezóně 1993, kdy usedl do kokpitu týmu Scuderia Italia. Tým, za nímž stála automobilka Lola, byl ale bohužel naprosto nekonkukrenceschopný, a to i přesto, že mu motory dodávala automobilka Ferrari. Badoer sice byl lepší než jeho týmový kolega Michele Alboreto, přesto v dalším roce do kokpitu Scuderia Italia, která se sjednotila s týmem Minardi, neusedl a stal se testovacím jezdcem. V sezóně 1995 už ale do kokpitu Minardi usedl, když Alboreto ukončil kariéru. Jeho nejlepšími umístěními byla dvě 8. místa, při Grand Prix Kanady 1995 a Grand Prix Maďarska 1995. Pro sezónu 1996 přestoupil do týmu Forti Corse. Ani zde úspěch nenalezl, kvalifikoval se pouze do 6 z 10 závodů do kterých jeho tým nastoupil. Po Grand Prix Velké Británie 1996 tým ze šampionátu odstoupil.

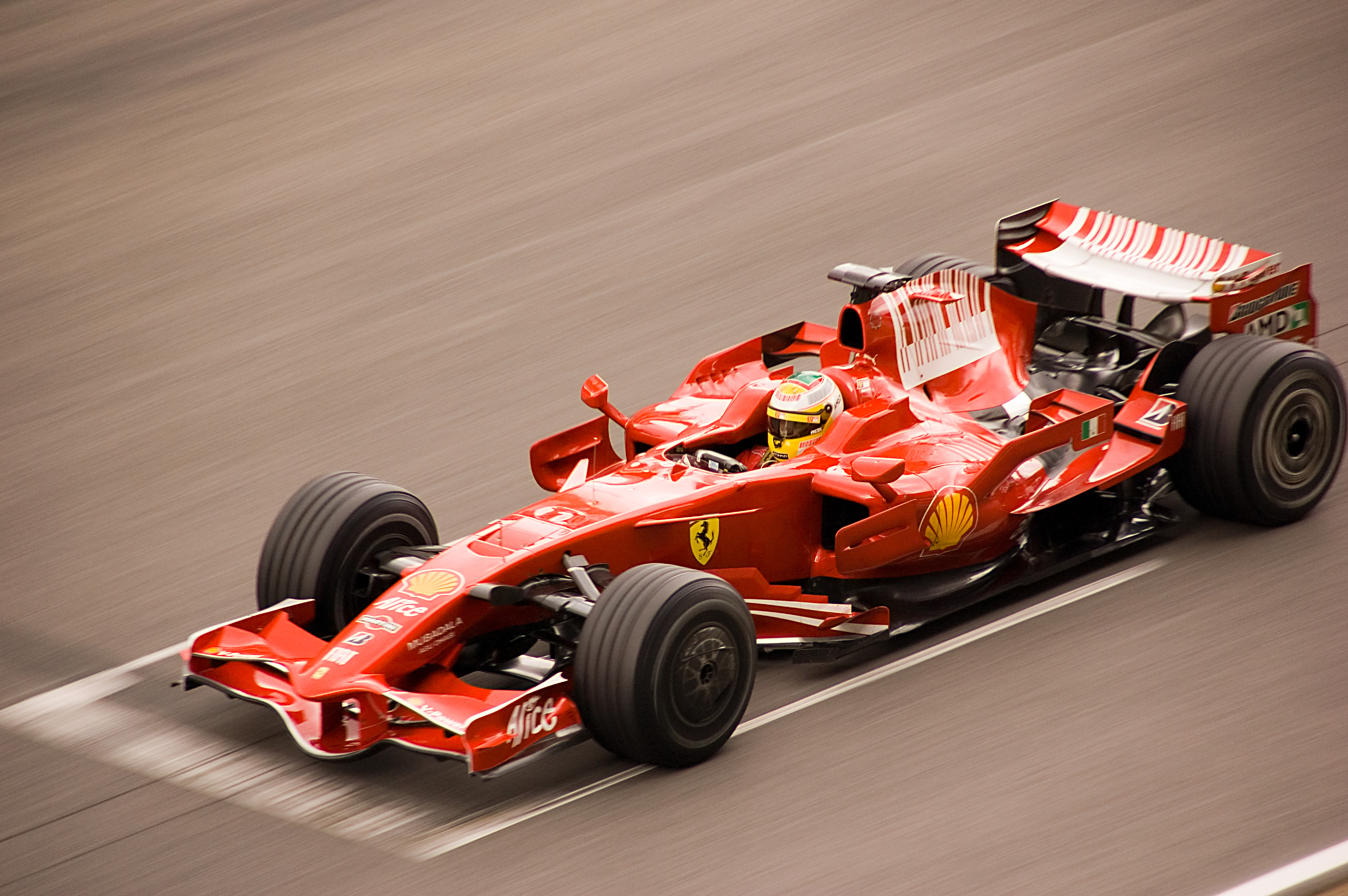
Badoer testuje vůz Ferrari na okruhu Catalunya v roce 2008.

V roce 1997 započal Badoer svou dlouhou spolupráci s týmem Ferrari jako testovací jezdec. V roce 1999 se vrátil k závodění, opět do týmu Minardi. Při Grand Prix Velké Británie 1999 měl jezdec Ferrari Michael Schumacher ošklivou nehodu, při níž si zlomil nohu. Očekávalo se, že ho nahradí právě Luca Badoer. Ferrari se však rozhodlo angažovat finského pilota, Miku Sala, za což tým kritizoval jeho bývalý jezdec, Jean Alesi.
Badoer drží nechvalný rekord, když za 48 závodů do kterých nastoupil, nenasbíral ani jeden bod. Nejblíže k bodům měl při Grand Prix Evropy 1999, když jezdil s Minardi na 4. místě. Zbývalo pouhých 13 kol do konce, když nevydržela převodovka a Luca musel odstoupit se slzami v očích.
Po sezóně 1999 nebyl Badoer schopen najít si angažmá a stal se výhradně testovacím jezdcem pro tým Ferrari. Na okruzích Mugello a Fiorano najezdil tisíce kilometrů každým rokem a nejspíš tak ve Ferrari najezdil víc kilometrů, než kterýkoliv jiný italský jezdec.
Při zahajovacím ceremoniálu Zimních olympijských her 2006 v Turíně předvedl Badoer vůz Ferrari z roku 2005. Při svých kouscích s vozem vytvořil obrovský mrak kouře z pneumatik, které na bílém pódiu zanechaly černé kruhy.
11. srpna 2009 bylo potvrzeno, že se Badoer po téměř 10 letech vrátí do kokpitu Formule 1. Při Grand Prix Evropy 2009 nahradí zraněného Felippeho Massu, kterého měl původně nahradil Michael Schumacher, který ale svou snahu o návrat musel vzdát kvůli potížím s krkem. Badoer si tak po tolika letech testování u Ferrari konečně odbyde ve voze svou premiéru. Po velké ceně Belgie ho nahradil Ital Giancarlo Fisichella.

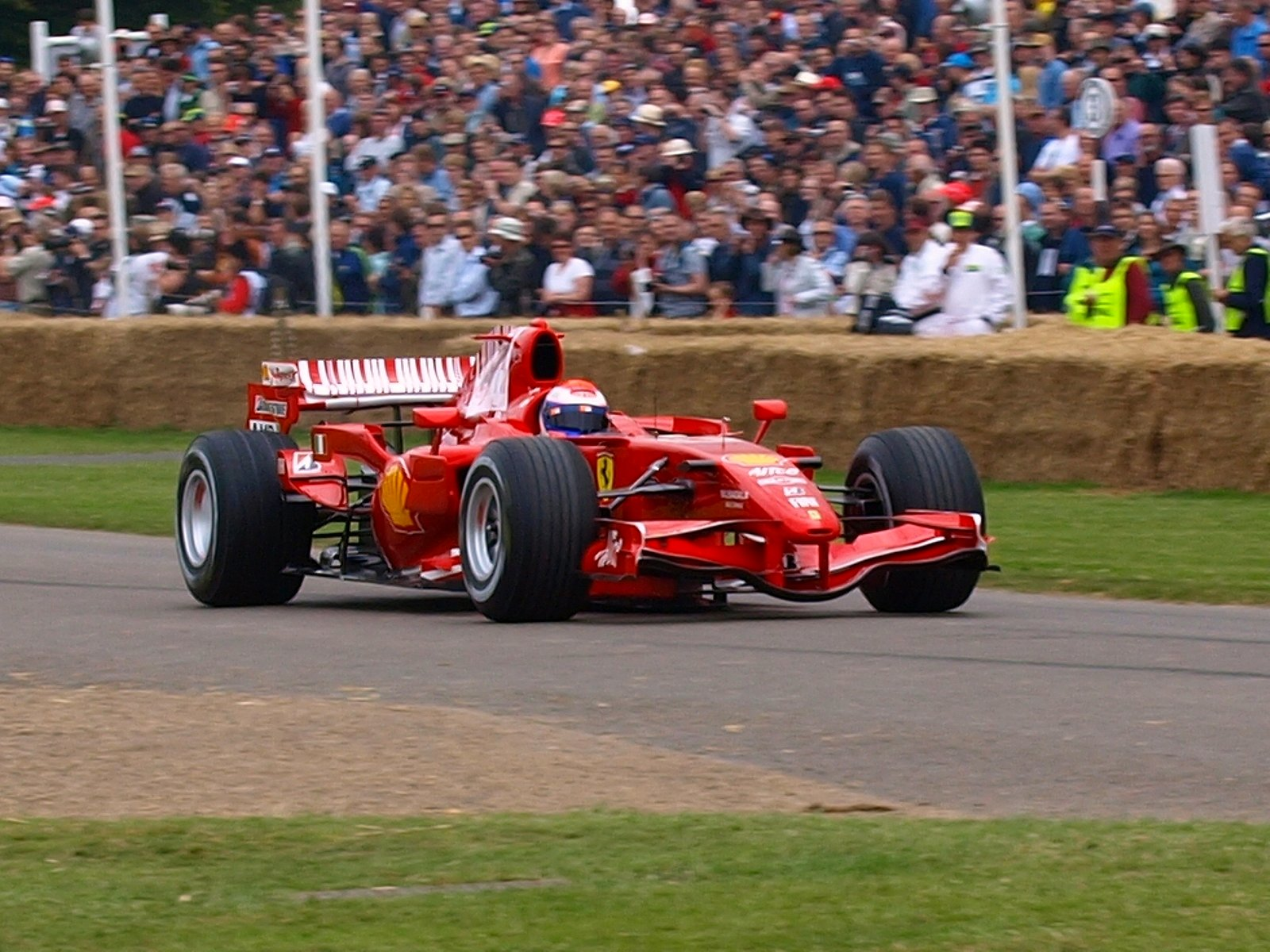
Badoer s vozem Ferrari F2007 při Goodwood Festival of Speed 2008.

## Kompletní výsledky ve Formuli 1
| Legenda k tabulce | Legenda k tabulce                                                                       |
| Barva             | Výsledek                                                                                |
| ----------------- | --------------------------------------------------------------------------------------- |
| Zlatá             | Vítěz                                                                                   |
| Stříbrná          | 2. místo                                                                                |
| Bronzová          | 3. místo                                                                                |
| Zelená            | Bodované umístění                                                                       |
| Modrá             | Nebodované umístění                                                                     |
| Modrá             | Dokončil neklasifikován (NC)                                                            |
| Fialová           | Odstoupil (Ret)                                                                         |
| Červená           | Nekvalifikoval se (DNQ)                                                                 |
| Červená           | Nepředkvalifikoval se (DNPQ)                                                            |
| Černá             | Diskvalifikován (DSQ)                                                                   |
| Bílá              | Nestartoval (DNS)                                                                       |
| Bílá              | Závod zrušen (C)                                                                        |
| Světle modrá      | Pouze trénoval (PO)                                                                     |
| Světle modrá      | Páteční testovací jezdec (TD)                                                           |
| Bez barvy         | Netrénoval (DNP)                                                                        |
| Bez barvy         | Vyřazen (EX)                                                                            |
| Bez barvy         | Nepřijel (DNA)                                                                          |
| Bez barvy         | Odvolal účast (WD)                                                                      |
| Bez barvy         | Nezúčastnil se (prázdné)                                                                |
| Označení          | Význam                                                                                  |
| Tučnost           | Pole position                                                                           |
| Kurzíva           | Nejrychlejší kolo                                                                       |
| †                 | Jezdec nedojel do cíle, ale byl klasifikován, protože odjel více než 90 % délky závodu. |
| ‡                 | Byl udělován poloviční počet bodů, protože bylo odjeto méně než 75 % délky závodu.      |
| Horní index       | Umístění bodujících jezdců ve sprintu                                                   |

| Rok  | Tým                       | Šasi         | Motor              | 1       | 2       | 3       | 4       | 5       | 6       | 7       | 8       | 9       | 10      | 11      | 12      | 13      | 14      | 15      | 16      | 17      | Body | Umístění  |
| ---- | ------------------------- | ------------ | ------------------ | ------- | ------- | ------- | ------- | ------- | ------- | ------- | ------- | ------- | ------- | ------- | ------- | ------- | ------- | ------- | ------- | ------- | ---- | --------- |
| 1993 | Lola BMS Scuderia Italia  | Lola T93/30  | Ferrari V12        | RSA Ret | BRA 12  | EUR DNQ | SMR 7   | ESP Ret | MON DNQ | CAN 15  | FRA Ret | GBR Ret | GER Ret | HUN Ret | BEL 13  | ITA 10  | POR 14  | JPN     | AUS     |         | 0    | NC        |
| 1995 | Minardi Scuderia Italia   | Minardi M195 | Ford V8            | BRA Ret | ARG DNS | SMR 14  | ESP Ret | MON Ret | CAN 8   | FRA 13  | GBR 10  | GER Ret | HUN 8   | BEL Ret | ITA Ret | POR 14  | EUR 11  | PAC 15  | JPN 9   | AUS DNS | 0    | NC        |
| 1996 | Forti Grand Prix          | Forti FG01B  | Ford V8            | AUS DNQ | BRA 11  | ARG Ret | EUR DNQ |         |         |         |         |         |         |         |         |         |         |         |         |         | 0    | NC        |
| 1996 | Forti Grand Prix          | Forti FG03   | Ford V8            |         |         |         |         | SMR 10  | MON Ret | ESP DNQ | CAN Ret | FRA Ret | GBR DNQ | GER     | HUN     | BEL     | ITA     | POR     | JPN     |         | 0    | NC        |
| 1999 | Fondmetal Minardi Ford    | Minardi M01  | Ford V10           | AUS Ret | BRA     | SMR 8   | MON Ret | ESP Ret | CAN 10  | FRA 10  | GBR Ret | AUT 13  | GER 10  | HUN 14  | BEL Ret | ITA Ret | EUR Ret | MAL Ret | JPN Ret |         | 0    | NC        |
| 2009 | Scuderia Ferrari Marlboro | Ferrari F60  | Ferrari 056 2.4 V8 | AUS     | MAL     | CHN     | BHR     | ESP     | MON     | TUR     | GBR     | GER     | HUN     | EUR 17  | BEL 14  | ITA     | SIN     | JPN     | BRA     | ABU     | 0    | 25. místo |